# Суха Нива (Ленінградська область)
Суха Нива (рос. Сухая Нива) — присілок Бокситогорського району Ленінградської області Росії. Входить до складу Єфімовського міського поселення.
Населення — 2 особи (2003 рік). 